# Єлизаветівка (Лозівський район)
Єлизаве́тівка (колишня назва Єлізаветівка Перша)— село в Україні, у Лозівській міській громаді Лозівського району Харківської області. Населення становить 1165 осіб. До 2018 орган місцевого самоврядування — Єлизаветівська сільська рада.

## Географія
Село Єлизаветівка знаходиться на відстані 5 км від смт Краснопавлівка, по селу протікає пересихаюча річечка, яка впадає в Краснопавлівське водосховище. Вище за течією на відстані 1 км розташоване село Добробут (зняте з обліку в 1988 році).

## Історія
1875 — дата заснування.
12 червня 2020 року, відповідно до Розпорядження Кабінету Міністрів України  № 725-р «Про визначення адміністративних центрів та затвердження територій територіальних громад Харківської області», увійшло до складу Лозівської міської громади.
17 липня 2020 року, в результаті адміністративно-територіальної реформи та ліквідації колишнього Лозівського району (1923—2020), увійшло до складу новоутвореного Лозівського району Харківської області.

## Економіка
- Молочно-товарна і свино-товарна ферми.
- Приватне орендне сільськогосподарське підприємство «Гарант».
- «Ольга», фермерське господарство.